# Chantelle
Ne pas confondre avec le groupe de lingerie Chantelle.
Chantelle est une commune française, située dans le département de l'Allier en région Auvergne-Rhône-Alpes.
Ses habitants sont appelés les Chantellois.

## Géographie

### Localisation
Chantelle est située au centre de la France, en région Auvergne-Rhône-Alpes, dans le département de l'Allier et dans l'arrondissement de Vichy.
Traversée par la Bouble, affluent de la Sioule, sous-affluent de l'Allier, la commune abrite la forêt de Giverzat, ainsi qu'un vignoble et des zones bocagères.
La situation de Chantelle, à la limite des anciens diocèses de Clermont et de Bourges, en faisait un emplacement stratégique, qui explique les mentions précoces qui en sont faites dès l'Antiquité.
Distances :
- 37 km à l'ouest de Vichy ;
- 45 km au sud de Moulins ;
- 66 km au nord de Clermont-Ferrand.

Sept communes sont limitrophes de Chantelle :
| Deneuille-lès-Chantelle | Fleuriel    |                |
| Monestier               | Chantelle   | Fourilles      |
| Chezelle                | Taxat-Senat | Ussel-d'Allier |

### Transports
La commune est située à 20 km de l'A71 (axe nord/sud, sortie la plus proche à Ébreuil par l'autoroute A719).
Le territoire communal est traversé par les routes départementales 987 (liaison de Saint-Pourçain-sur-Sioule à Bellenaves), 42 (de Montmarault à Saulzet), 282 (vers Deneuille-lès-Chantelle), 542 et 582.

### Climat
Pour des articles plus généraux, voir Climat d'Auvergne-Rhône-Alpes et Climat de l'Allier.
En 2010, le climat de la commune est de type climat océanique dégradé des plaines du Centre et du Nord, selon une étude du CNRS s'appuyant sur une série de données couvrant la période 1971-2000. En 2020, Météo-France publie une typologie des climats de la France métropolitaine dans laquelle la commune est exposée à un climat de montagne ou de marges de montagne et est dans une zone de transition entre les régions climatiques « Centre et contreforts nord du Massif Central » et « Nord-est du Massif Central ».
Pour la période 1971-2000, la température annuelle moyenne est de 11 °C, avec une amplitude thermique annuelle de 16 °C. Le cumul annuel moyen de précipitations est de 725 mm, avec 9,7 jours de précipitations en janvier et 7,1 jours en juillet. Pour la période 1991-2020, la température moyenne annuelle observée sur la station météorologique de Météo-France la plus proche, « Chareil-Cintrat_sapc », sur la commune de Chareil-Cintrat à 6 km à vol d'oiseau, est de 11,9 °C et le cumul annuel moyen de précipitations est de 676,1 mm,. Pour l'avenir, les paramètres climatiques de la commune estimés pour 2050 selon différents scénarios d'émission de gaz à effet de serre sont consultables sur un site dédié publié par Météo-France en novembre 2022.

## Urbanisme

### Typologie
Au 1er janvier 2024, Chantelle est catégorisée commune rurale à habitat dispersé, selon la nouvelle grille communale de densité à 7 niveaux définie par l'Insee en 2022.
Elle est située hors unité urbaine et hors attraction des villes,.

### Occupation des sols

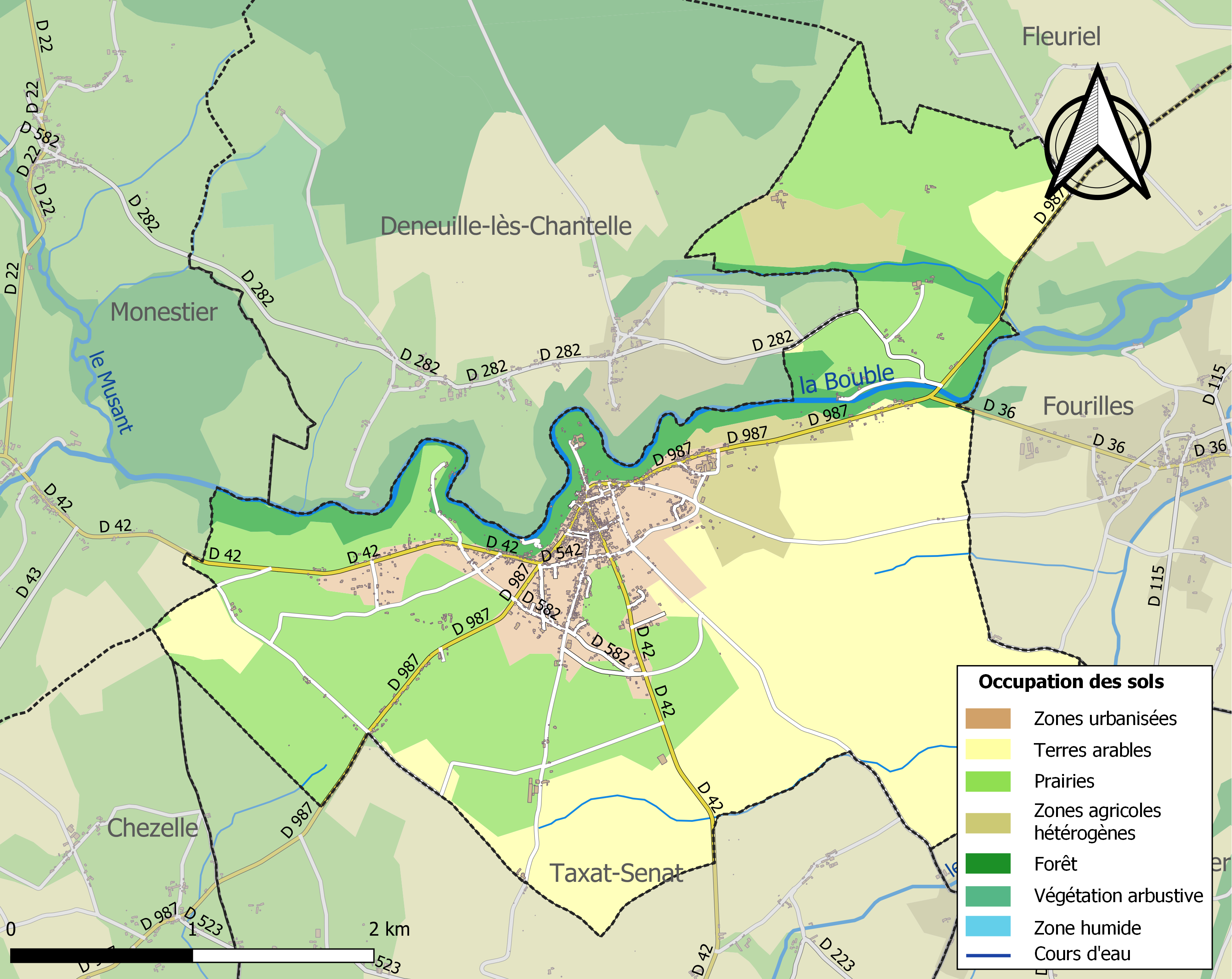
Carte des infrastructures et de l'occupation des sols de la commune en 2018 (CLC).

L'occupation des sols de la commune, telle qu'elle ressort de la base de données européenne d’occupation biophysique des sols Corine Land Cover (CLC), est marquée par l'importance des territoires agricoles (83,1 % en 2018), une proportion sensiblement équivalente à celle de 1990 (83,4 %). La répartition détaillée en 2018 est la suivante : terres arables (39,2 %), prairies (37,9 %), zones urbanisées (8,8 %), forêts (8,1 %), zones agricoles hétérogènes (5,9 %).
L'IGN met par ailleurs à disposition un outil en ligne permettant de comparer l’évolution dans le temps de l’occupation des sols de la commune (ou de territoires à des échelles différentes). Plusieurs époques sont accessibles sous forme de cartes ou photos aériennes : la carte de Cassini (XVIIIe siècle), la carte d'état-major (1820-1866) et la période actuelle (1950 à aujourd'hui).

## Toponymie
Le nom Chantelle vient du nom antique de la ville : Cantilia. L'étymologie de ce mot est de langue gauloise, le suffixe « Cant » se rapportant à la frontière. Chantelle était une agglomération des Bituriges à la frontières des Arvernes voisins au sud. Cantilia / Chantelle est alors « la ville à la limite ».
Son nom est Chantele en bourbonnais du Croissant, zone de transition linguistique entre langue occitane et langue d'oïl auquel appartient la commune de Chantelle.

## Histoire

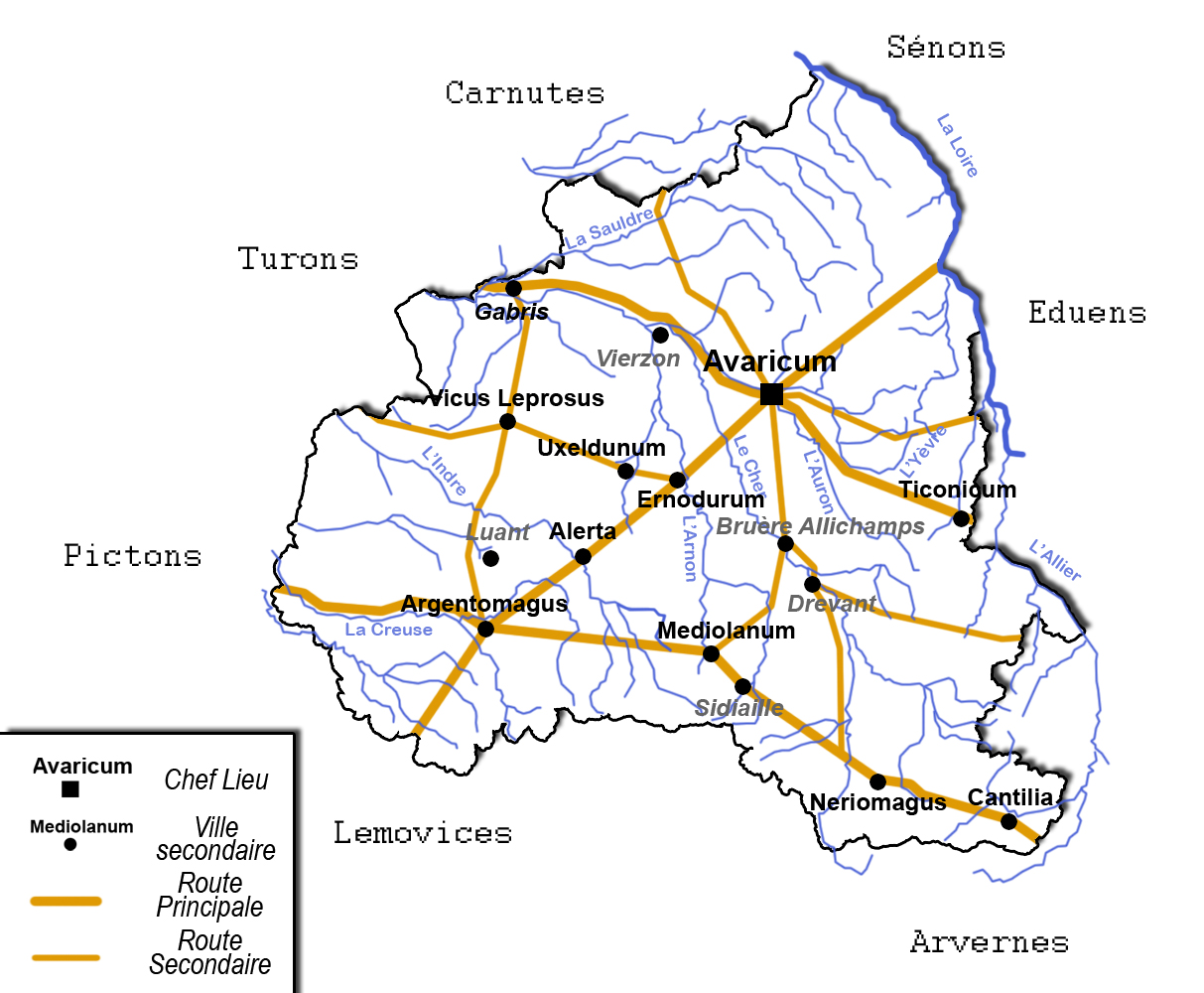
Territoire des Bituriges Cubes durant l'Antiquité (période gauloise et romaine).
Cantilia (Chantelle) est située à l'extrémité sud-est.

L'antique Cantilia, mentionnée sur la carte de Peutinger, devenue Chantelle-la-Vieille — aujourd'hui sur la commune de Monestier — a une origine gauloise et, en raison de son emplacement où plusieurs routes se croisaient pour traverser la Bouble, elle constituait déjà une agglomération importante avant la conquête romaine. La grande voie de Brest à Clermont/Marseille y croisait diverses routes secondaires. Il semble que l'armée de Vercingétorix ait détruit la ville au moment de la guerre contre Jules César, mais la ville se reconstitua pendant la paix romaine. Sidoine Apollinaire (vers 430-488), évêque de Clermont, visita l'église de Chantelle, ce dont il fit mention dans une lettre à Vectius (ami de Germanicus).
Après la victoire de Clovis (465-511) sur les Wisigoths en 507 près de Vouillé, succédant à une phase troublée par les invasions, l’Auvergne fut intégrée dans le royaume franc, puis pacifiée par Thierry Ier. Incluse dans l’Austrasie dès 538, elle le resta jusqu’au début du VIIIe siècle.
En 761, Pépin le Bref (714-768) prit d’assaut les forteresses de Bourbon et Chantelle.
Après cette période, vers 1050, la ville changea de site et s'installa sur le site actuel, un relief isolé, camp retranché de création ancienne rappelant les oppida gaulois. Le site plus facile à défendre en tant que promontoire, dominant une boucle de la Bouble, formant un lieu idéal pour l’implantation d’un éperon barré. Un donjon carré prit la place de la motte fossoyée. Chantelle prit alors rang parmi les places fortes appartenant à la famille de Bourbon, comme Bourbon-l'Archambault, Montluçon, Moulins, Belleperche, Murat. Dès le XIIIe siècle, Chantelle était le siège d’une châtellenie, administrée par un capitaine châtelain, et, au XIVe siècle, le duc Louis II de Bourbon (mort en 1410), entreprenant une défense en règle de son duché, consolida les fortifications de nombre de ses possessions, dont le château de Chantelle. La correspondance de la duchesse Anne de Beaujeu (1460-1522), fille du roi Louis XI (1423-1461-1483) et sœur aînée du roi Charles VIII (1470-1483-1498), montre qu'elle y installa souvent sa résidence, de nombreuses lettres ayant été écrites depuis ce château. Sa fille Suzanne (1491-1521) y accomplit elle aussi plusieurs séjours avec son mari, le connétable Charles III de Bourbon (1490-1527).
En 1523, celui-ci — ayant choisi, à la suite de sombres épisodes dus, semble-t-il, à la jalousie de Louise de Savoie, de mettre son épée au service de Charles Quint (1500-1558) au détriment de François Ier (1494-1515-1547) — quitta le Bourbonnais, et une légende non vérifiable relate qu'il partit du château de Chantelle en ayant fait ferrer son cheval à l'envers. Il mourut lors du sac de Rome en 1527. Après la confiscation, en 1531, des biens du connétable par François Ier, le château entra, en même temps que le reste de la province du Bourbonnais, dans les domaines de la Couronne. La description que donne Nicolas de Nicolay en 1569, dans sa Générale Description du Bourbonnois, rédigée à la demande de Catherine de Médicis (1519-1589), suggère une puissante forteresse de 240 mètres de long sur 110 mètres de large. Dans la tour Saint-Pierre existait un atelier à fondre et faire de l’artillerie, et les arbalètes de Chantelle étaient des plus renommées. De nombreux souterrains secrets pouvaient assurer une sortie discrète, que le connétable aurait utilisée pour sa fuite. Ce n’est qu’en 1638, sur ordre du cardinal de Richelieu (1585-1641), que le château fut en grande partie démoli, même si quelques fragments des murs d’enceinte dominant la vallée de la Bouble perdurent encore.
Par chance, l’église et le monastère voisins ne subirent pas le même sort et témoignent toujours du passé médiéval de la petite ville. Le vocable de l’église, Saint-Vincent, pourrait témoigner de l’ancienneté de l’implantation. En 937, Airald et son épouse Rothilde firent donation du site de Chantelle aux chanoines augustins de la ville d’Évaux — aujourd’hui Évaux-les-Bains, dans le département de la Creuse. Cette date marque le début de la vie monastique à Chantelle. Les chanoines demeurèrent dans leur maison conventuelle jusqu’à la Révolution. Les revenus du doyen de leur chapitre ayant été attribués au collège des Jésuites de Moulins à la fin du XVIIe siècle, quelques travaux furent entrepris, notamment la façade de l’église, qui resta néanmoins inachevée.
Avant 1789, la commune faisait partie de l'ancienne province de Bourbonnais et précédemment du Berry au Moyen Âge. Tout au long de son histoire Chantelle faisait aussi partie du diocèse de Bourges.
En 1793, la commune, précédemment dénommée Chantelle-le-Château, adopte le nom révolutionnaire de Chantelle.
En 1794, les bâtiments monastiques furent vendus comme biens nationaux et utilisés comme grange.
En 1853, une communauté de sœurs bénédictines, venue de Pradines, fut envoyée à Chantelle pour la réfection du site et l’édification d’une communauté religieuse.
En 1891, le monastère fut élevé au rang d’abbaye.

## Politique et administration

### Découpage territorial
Jusqu'en mars 2015, Chantelle fut chef-lieu de canton. À l'issue des élections départementales de 2015, la commune dépend du canton de Gannat.
Par arrêté préfectoral du 2 janvier 2024, la commune est retirée le 1er janvier 2024 de l'arrondissement de Moulins et rattachée à l'arrondissement de Vichy.

### Liste des maires
| Période                                  | Période                   | Identité        | Étiquette             | Qualité |
| ---------------------------------------- | ------------------------- | --------------- | --------------------- | --- |
| Les données manquantes sont à compléter. |                           |                 |                       | |
| 1959                                     | 1965                      | Michel Fleury   | Rad.                  | Conseiller général du canton de Chantelle (1960-1966) Docteur vétérinaire |
|                                          | 1980                      | Jean Bournat    |                       | Notaire |
| 1980                                     | 1995                      | Robert Jouannin | DVD                   | Conseiller général du canton de Chantelle (1992-2004) Docteur vétérinaire |
| 1995                                     | 2001                      | Guy Faivre      |                       | Expert-comptable |
| mars 2001 (réélu en 2020)                | En cours (au 25 mai 2020) | André Bidaud    | UDF puis DVD puis UDI | Retraité du commerce Conseiller général du canton de Chantelle (2004-2015) Conseiller départemental du canton de Gannat (depuis 2015) 7e vice-président du conseil départemental chargé des collèges et des transports (2015-2021) 5e vice-président du conseil départemental chargé des collèges et des transports des élèves en situation de handicap (depuis 2021) Vice-président de la communauté de communes en Pays Saint-Pourcinois (en 2015) |

## Population et société

### Démographie
L'évolution du nombre d'habitants est connue à travers les recensements de la population effectués dans la commune depuis 1793. Pour les communes de moins de 10 000 habitants, une enquête de recensement portant sur toute la population est réalisée tous les cinq ans, les populations de référence des années intermédiaires étant quant à elles estimées par interpolation ou extrapolation. Pour la commune, le premier recensement exhaustif entrant dans le cadre du nouveau dispositif a été réalisé en 2008.

En 2022, la commune comptait 1 124 habitants, en évolution de +5,64 % par rapport à 2016 (Allier : −1,38 %, France hors Mayotte : +2,11 %).
| 1793  | 1800  | 1806  | 1821  | 1831  | 1836  | 1841  | 1846  | 1851  |
| ----- | ----- | ----- | ----- | ----- | ----- | ----- | ----- | ----- |
| 1 113 | 1 334 | 1 358 | 1 435 | 1 635 | 1 728 | 1 800 | 2 000 | 1 976 |

| 1856  | 1861  | 1866  | 1872  | 1876  | 1881  | 1886  | 1891  | 1896  |
| ----- | ----- | ----- | ----- | ----- | ----- | ----- | ----- | ----- |
| 2 051 | 2 040 | 2 073 | 2 044 | 2 014 | 2 010 | 1 921 | 1 919 | 1 928 |

| 1901  | 1906  | 1911  | 1921  | 1926  | 1931  | 1936  | 1946  | 1954  |
| ----- | ----- | ----- | ----- | ----- | ----- | ----- | ----- | ----- |
| 1 876 | 1 748 | 1 646 | 1 454 | 1 347 | 1 315 | 1 304 | 1 260 | 1 182 |

| 1962  | 1968  | 1975  | 1982  | 1990  | 1999  | 2006  | 2008  | 2013  |
| ----- | ----- | ----- | ----- | ----- | ----- | ----- | ----- | ----- |
| 1 147 | 1 121 | 1 069 | 1 084 | 1 043 | 1 040 | 1 056 | 1 062 | 1 064 |

| 2018  | 2022  | - | - | - | - | - | - | - |
| ----- | ----- | - | - | - | - | - | - | - |
| 1 091 | 1 124 | - | - | - | - | - | - | - |

### Enseignement
Chantelle dépend de l'académie de Clermont-Ferrand. Elle gère une école maternelle et une école élémentaire publiques.
Hors dérogations à la carte scolaire, les collégiens se rendent à Bellenaves et les lycéens à Saint-Pourçain-sur-Sioule.

## Économie
La commune est située dans la partie la plus méridionale du vignoble de Saint-Pourçain, désormais AOC ; son économie est tournée vers l’agriculture et le tourisme.

## Culture locale et patrimoine

### Lieux et monuments

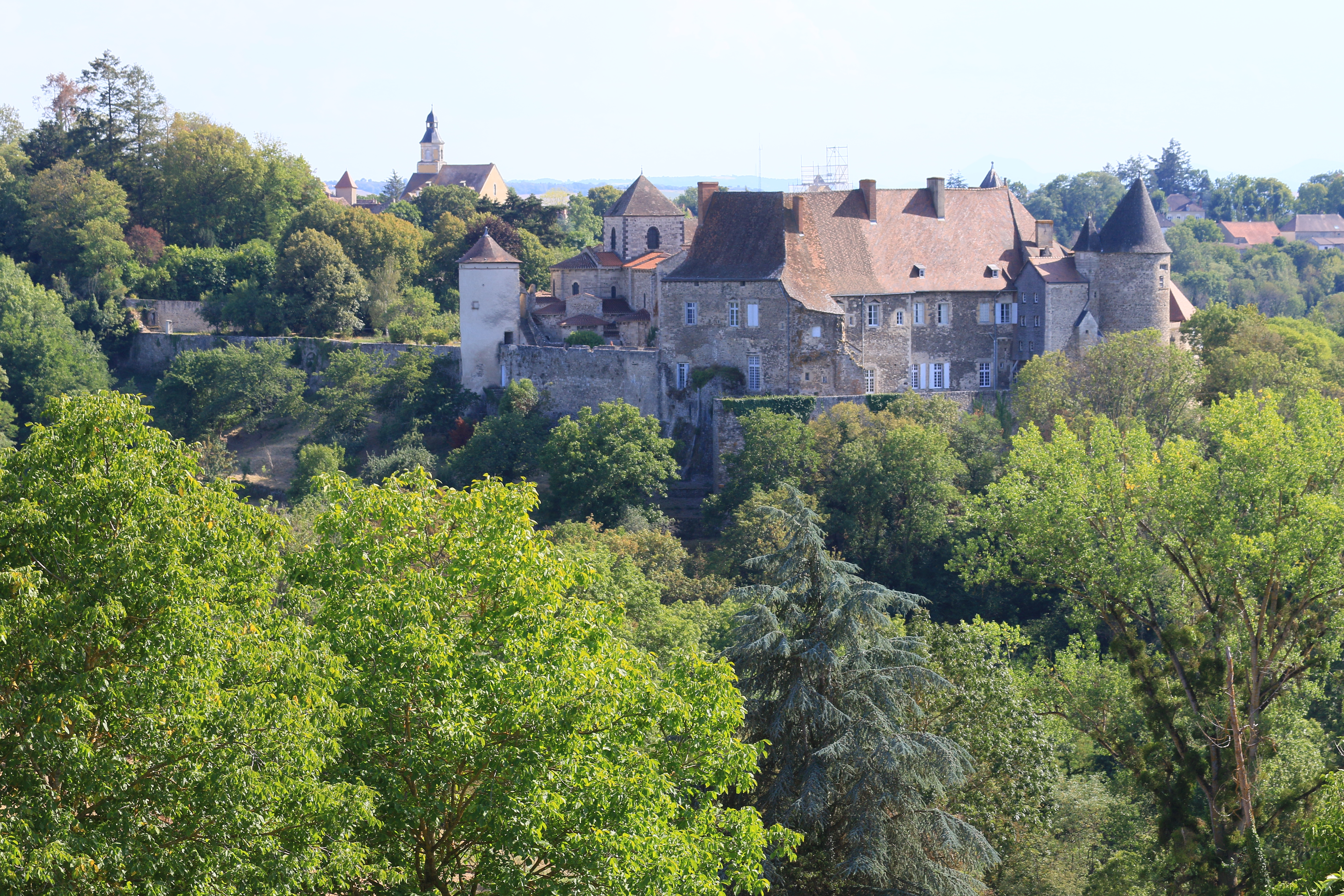
L'abbaye Saint-Vincent.

- Abbaye Saint-Vincent : l'abbaye est édifiée sur un éperon rocheux surplombant les gorges de la Bouble, affluent de la Sioule. Le caractère de forteresse de l'ancien château des sires de Bourbon, cité au XIe siècle, reconstruit au XIIIe siècle et rasé après 1523 par ordre de François Ier après la trahison du connétable de Bourbon[32], devenu monastère est nettement perceptible, vu l'aspect abrupt de certaines parties de l'édifice et la présence de plusieurs tours circulaires, reliées par un mur d'enceinte, qui confèrent à l'ensemble une silhouette médiévale. Depuis 1853, une communauté de Bénédictines occupe cette abbaye. Belle église de l’abbaye datant de la fin du XIe – début du XIIe siècle (école romane auvergnate).

Intérêt particulier pour les chapiteaux et pour les bâtiments conventuels du XVe (gothique flamboyant). Boutique et commercialisation de produits de beauté, agro-alimentaires, para-médicaux ainsi que d’objets religieux. Ouverte toute l’année. Des visites guidées permettent de visiter l’abbatiale, ainsi que les jardins privatifs du monastère.
La maquette des Amis du Pays Chantellois, réalisée à l’échelle 1/100e (3 m de long, 2 m de large et 1 m de haut) permet d’avoir une vision de ce qu’était le château.
- La ville de Chantelle compte une quarantaine de maisons médiévales et quinze tours, témoignage de l’aisance et de la prospérité de Chantelle au XVe siècle. On remarque aussi plusieurs belles constructions du XIXe et des débuts du XXe, notamment une imposante demeure de style Napoléon III située en position dominante rue de l'Horloge, non loin de l'église Saint-Nicolas.
- Hôtel-Dieu de Chantelle[33],[34]. Le bâtiment est considéré comme le plus ancien de Chantelle, en dehors de l'église de l'abbaye. Il fut fondé par un archevêque de Bourges avant 1240[35] et a été maintenu grâce au soutien d'Archambaud VIII, sire de Bourbon. À l'origine, l'Hôtel-Dieu accueillait les lépreux, il s'est ensuite consacré au soin des malades, des défavorisés, des orphelins abandonnés et des pèlerins de passage.

La maison est constituée d'une cuisine et d'un réfectoire au rez-de-chaussée, ainsi que d'une salle des malades au premier étage. Dans le passé, il n'était pas rare d'installer jusqu'à quatre patients dans un seul lit, et les conditions d'hygiène étaient souvent précaires. Deux granges destinées à stocker les récoltes apportées par la population ainsi que des caves pour stocker le vin, qui faisaient également partie des contributions des dîmes, faisaient partie de l'ensemble.
En 1527, la Couronne de France a pris possession de cette bâtisse historique, qui est confiée au début des années 1600 au collège des Jésuites de Moulins ; les jésuites y installent un petit collège. Ils sont chargés de collecter la dîme et d'assister le monastère local, ce qui a suscité des tensions avec les habitants de la ville. Par la suite, la maison a été acquise par la famille Cordier de la Roue, comme en témoignent les armoiries situées au-dessus de la cheminée du premier étage.

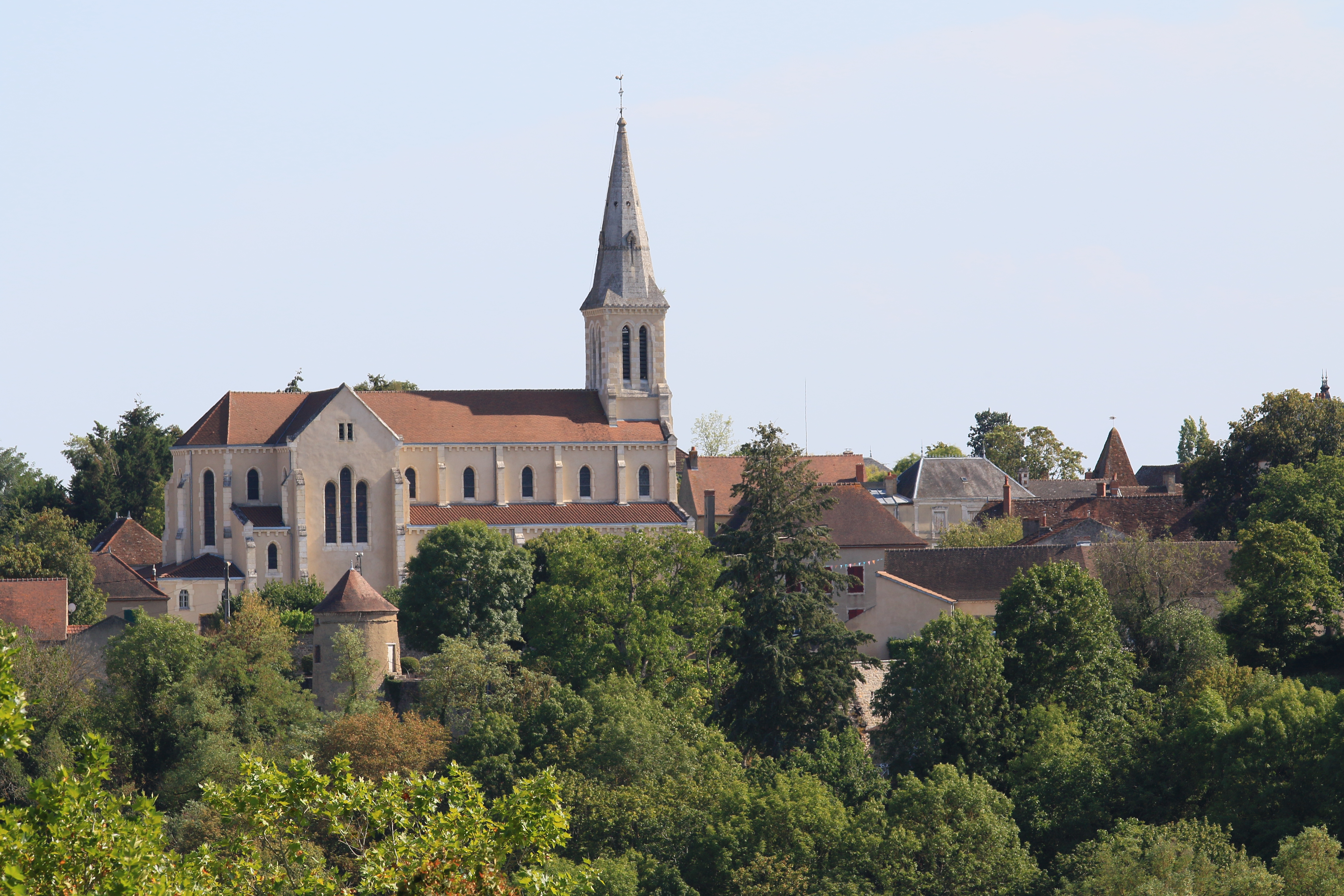
L'église Saint-Nicolas.

- L’église Saint-Nicolas fut construite sur les ruines d’une chapelle romane par l’abbé Joseph Pougnet entre 1878 et 1882, en style néogothique. Ce prêtre architecte construisit également les églises de Chareil-Cintrat, Varennes-sur-Allier, Bressolles, mais aussi la cathédrale de Carthage, près de Tunis, ainsi que d’autres monuments religieux dans le midi de la France[Note 2] et au Maghreb.
- Gorges de la Bouble : dans une nature sauvage, un sentier permet de suivre, vers l'amont, cinq km de gorges, qui accueillaient treize moulins jusqu’au XVIIIe siècle. Huit de ces bâtiments sont encore visibles.

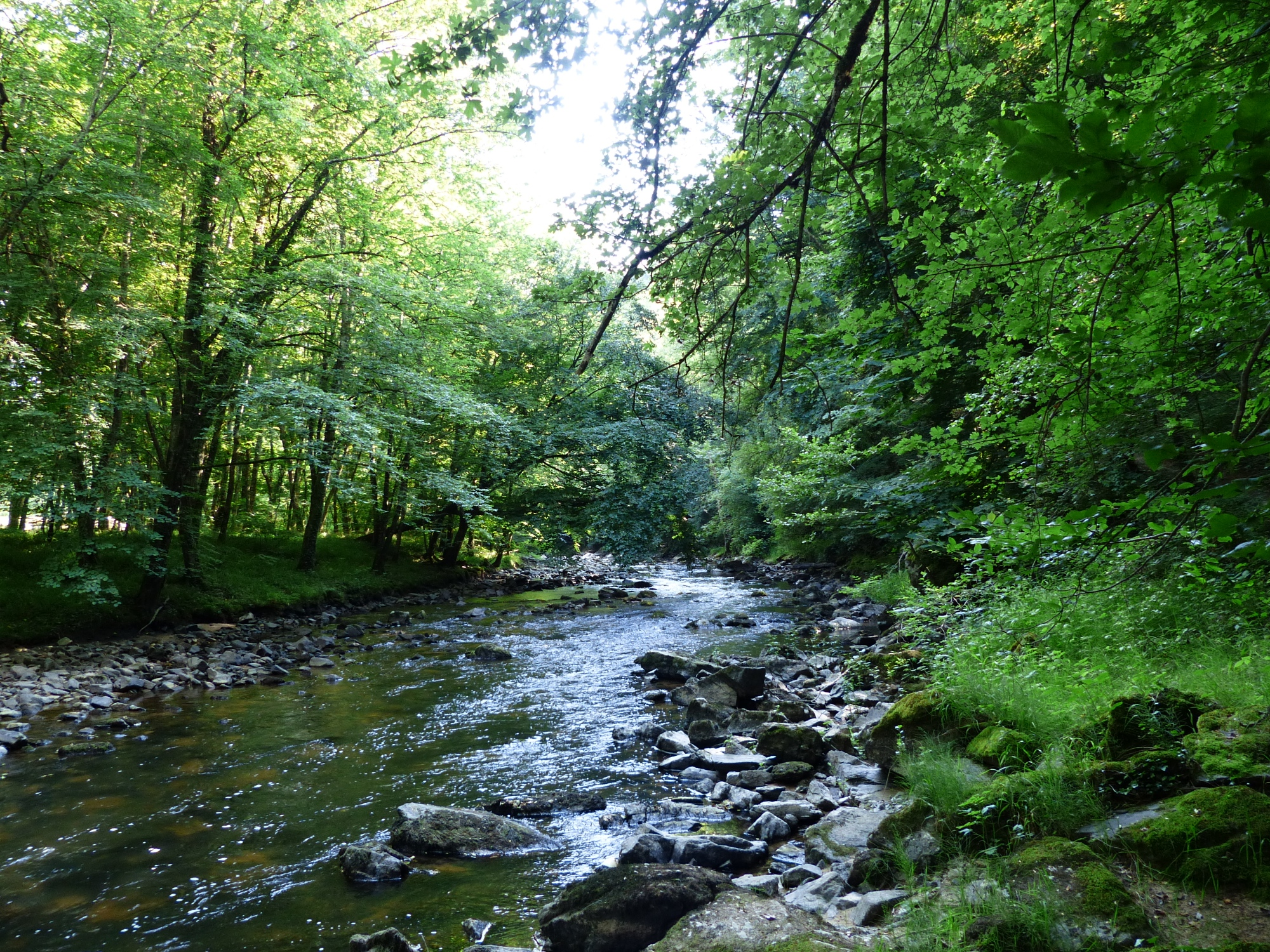
La Bouble en amont de Chantelle.

- Le pont romain, dont il n'est pas sûr qu'il date de l'époque gallo-romaine mais peut-être plutôt du Moyen Âge[36]. Pont de pierre en ruine, il présente la particularité de se trouver, par suite d'un changement de cours de la Bouble, au milieu d'un champ. Il est inscrit au titre des monuments historiques depuis 1928[37].

### Personnalités liées à la commune
- Anne de France, dite Anne de Beaujeu, fille de Louis XI, femme de Pierre II, duc de Bourbon, qui aimait résider en son château de Chantelle.
- Charles III de Bourbon, le connétable de Bourbon, gendre de la précédente, qui quitta la France en partant de Chantelle pour se mettre au service de Charles Quint.
- Annet Morio de L'Isle (1779-1828), général français du Premier Empire.
- Joseph Antoine Morio de Marienborn (1771-1811), colonel français, général de division au service du roi de Westphalie Jérôme Bonaparte, frère du précédent.
- Alphonse Labussière (Chantelle 1845 - Chantelle 1924), député de l'Allier (1881-1893).
- Guy Chavenon (1911-1973), médecin militaire, Compagnon de la Libération[38], né à Chantelle et inhumé au cimetière de la commune.

### Héraldique
|  | Les armes de la commune se blasonnent ainsi : D'or à la bande d'azur chargée en cœur d'un rossignol d'argent. |